# Antrosol

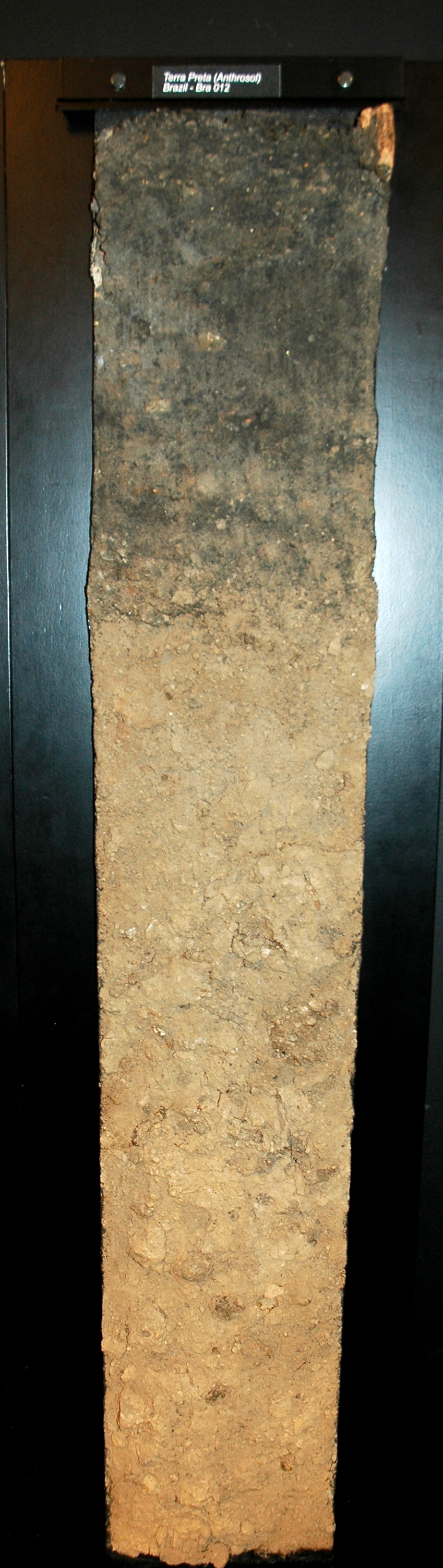
Un perfil de suelo de terra preta, un antrosol que se encuentra en la cuenca del Amazonas.

Un antrosol (o suelo antropogénico) en la Base de Referencia Mundial para los Recursos del Suelo (WRB) es un tipo de suelo que se ha formado o modificado en gran medida debido a la actividad humana a largo plazo, como el riego, la adición de desechos orgánicos o cultivo en campos húmedos utilizado para crear arrozales.
Estos suelos pueden formarse a partir de cualquier suelo original y se encuentran comúnmente en áreas donde se ha practicado la agricultura durante siglos. Los antrosoles se pueden encontrar en todo el mundo, aunque tienden a tener diferentes horizontes de suelo en diferentes regiones. Por ejemplo, en el noroeste de Europa los antrosoles suelen tener horizontes plágicos o térricos (fuertemente afectados por el estiércol), y juntos cubren unas 500.000 hectáreas.
Debido a la amplia gama de composiciones y estructuras de antrosoles en comparación con otros suelos del mismo orden de clasificación, existe un debate sobre si los antrosoles deben incluirse como un grupo de suelo independiente.

## Composición
Los antrosoles pueden tener diferentes características según su origen. Una concentración alta de fosfato es un indicador común de materia orgánica en descomposición, como huesos, tejidos o excrementos. Un color oscuro también puede ser resultado de una gran cantidad de materia orgánica, o de carbonato de calcio, hierro y manganeso. Un pH elevado o una concentración de carbonatos, en términos antropogénicos, probablemente sea el resultado de la adición de cenizas de madera al suelo. La presencia de artefactos humanos como herramientas y desechos también puede estar presente en los antrosoles. Otros indicadores incluyen concentraciones de nitrógeno, calcio, potasio, magnesio, hierro, cobre y zinc.